# The Fifth Estate
The Fifth Estate is een Amerikaans-Indiase film uit 2013, geregisseerd door Bill Condon. De hoofdrollen worden vertolkt door Benedict Cumberbatch en Daniel Brühl.
The Fifth Estate is het filmdebuut van scenarist Josh Singer, die zich voor zijn scenario baseerde op de boeken Inside WikiLeaks: My Time with Julian Assange at the World's Most Dangerous Website (2011) van Daniel Domscheit-Berg en WikiLeaks: Inside Julian Assange's War on Secrecy (2011) van David Leigh en Luke Harding.

## Verhaal
De Duitse journalist Daniel Domscheit-Berg ontmoet de Australische hacker Julian Assange tijdens het Chaos Communication Congress in Berlijn. De twee beginnen al snel samen te werken aan WikiLeaks, een website die informatie publiek wil maken zonder de identiteit van de bron(nen) te onthullen. Hun eerste grote doelwit is de Zwitserse bank Julius Baer, die op de Kaaimaneilanden illegale transacties uitvoert. Hoewel de bank vervolgens een klacht indient, slagen Julian en Daniel er in om hun website en domeinnaam te beschermen. In de daaropvolgende jaren publiceren ze informatie over onder meer Scientology, de e-mails van Sarah Palin en de ledenlijst van de British National Party.
Aanvankelijk beleeft Daniel plezier aan het veranderen van de wereld. Hij beschouwt Julian als een mentor en WikiLeaks als een nobele onderneming. Maar na verloop van tijd neemt zijn enthousiasme af en verslechtert zijn relatie met Julian. Zo bevatte de door WikiLeaks gepubliceerde ledenlijst van de British National Party ook adressen, waardoor verschillende personen hun baan verloren door de publicatie. Julian heeft echter geen oren naar Daniels kritiek. 
Flashbacks suggereren dat Julian een moeilijke jeugd had en betrokken was bij een verdachte cult, en dat zijn obsessie met WikiLeaks meer te maken heeft met het verwerken van een jeugdtrauma dan het bestrijden van onrechtvaardigheid en bedrog. Daniel begint te vermoeden dat Julian eerder een oplichter dan een mentor is. Zo heeft hij telkens een andere uitleg voor waarom zijn kapsel wit is. Ondanks Julians bewering dat WikiLeaks uit meer dan 100 werknemers bestaat, ontdekt Daniel dat zij twee de enige werknemers zijn. Bovendien vreest hij dat Julian niet echt wakker ligt van de schade die hun publicaties soms aanrichten.
De spanning loopt op wanneer Bradley Manning meer dan 100.000 documenten over de oorlogen in Afghanistan en Irak, waaronder een video over een luchtaanval in Bagdad, aan WikiLeaks bezorgt. Julian wil de documenten meteen publiceren, maar Daniel wil alles eerst nalezen. Uiteindelijk werken ze met enkele grote kranten samen om de documenten te publiceren en WikiLeaks een goede naam te bezorgen. Maar zowel Daniel als de kranten willen dat de namen in de documenten verwijderd worden om de bron te beschermen en ervoor te zorgen dat andere media het nieuws oppikken. Julian gaat tegen zijn zin akkoord, maar Daniel vreest dat hij de namen toch zal publiceren en vermoedt bovendien dat Julian stiekem een vervanger voor hem aan het klaarstomen is. De kranten publiceren de documenten, waarna er veel media-aandacht op de zaak gericht wordt. Verscheidene informanten en Amerikaanse diplomaten worden gedwongen om ontslag te nemen en/of te vluchten. Vervolgens wordt de website van WikiLeaks door Daniel verwijderd en wordt Julians toegang tot de server geblokkeerd.
Aan het einde blijkt dat Julian via WikiLeaks opnieuw geheime informatie publiceert, waaronder de volledige, onbewerkte reeks documenten van Bradley Manning. Daniel heeft inmiddels een boek geschreven over de organisatie, terwijl Julian dreigt om een rechtszaak aan te spannen. Om aan een arrestatie in een zaak van seksueel misbruik te ontsnappen, woont Julian in de Ecuadoraanse ambassade in Londen. Hij keurt twee aangekondigde WikiLeaks-films af door te beweren dat ze feitelijke onjuistheden zullen bevatten omdat ze op Daniels boek gebaseerd zijn. Hij stelt dat Daniel in dienst nemen de enige fout was die hij ooit gemaakt heeft.

## Rolverdeling
- Benedict Cumberbatch – Julian Assange
- Daniel Brühl – Daniel Domscheit-Berg
- Anthony Mackie – Sam Coulson
- David Thewlis – Nick Davies
- Moritz Bleibtreu – Marcus
- Alicia Vikander – Anke Domscheit-Berg
- Stanley Tucci – James Boswell
- Laura Linney – Sarah Shaw
- Carice van Houten – Birgitta Jónsdóttir
- Peter Capaldi – Alan Rusbridger
- Dan Stevens – Ian Katz
- Alexander Beyer – Marcel Rosenbach
- Alexander Siddig – Dr. Tarek Haliseh
- Philip Bretherton – Bill Keller
- Lydia Leonard – Alex Lang

## Productie
The Fifth Estate is een internationale productie die in verschillende landen werd opgenomen en samenwerkte met acteurs van verschillende nationaliteiten, waaronder de Nederlandse actrice Carice van Houten. Enkele scènes werden ook opgenomen in België, meer bepaald in het Station Luik-Guillemins, dat ook te zien is op de officiële poster van de film.